# Karl Hermann Ritter
Karl Hermann Ritter (* 24. April 1931 in Köln; † 27. Februar 2006) war ein hessischer Politiker (SPD) und ehemaliger Abgeordneter des Hessischen Landtags.

## Ausbildung und Beruf
Karl Hermann Ritter besuchte Schulen in Berlin, Ostpreußen, Elsass, Hessen und Nordrhein-Westfalen und schloss die Schule mit der Mittlere Reife ab. In den Jahren 1949 bis 1951 besuchte er die Höhere Handelsschule in Essen und machte ab 1951 eine kaufmännische Lehre im Papiergroßhandel. Nach Praktika in Papierfabrik und Druckerei arbeitete er bis 1961 als kaufmännischer Angestellter. Er wurde Mitglied des Betriebsrates und war mehrere Jahre als Betriebsratsvorsitzender tätig. Ab 1962 war er Handelsreisender und ab 1966 selbständiger Handelsvertreter. Im Jahr 1970 erfand er, zusammen mit seinem Bruder Johannes Andreas Ritter, den Notizklotz. Daraufhin gründeten die Brüder eine Druckerei mit Papierverarbeitung. Seit 1969 war Karl Hermann Ritter durch Krankheit (Morbus Bechterew) und Unfallfolgen Schwerbehinderter. Er war verheiratet und hatte drei Kinder. Sein Sohn Hermann Ritter ist Schriftsteller, ebenso wie sein gleichnamiger Großvater.

## Politik
Karl Hermann Ritter war seit 1955 Mitglied der SPD und dort von 1967 bis 1984 Vorsitzender des SPD-Ortsvereins Darmstadt-Eberstadt. In den Jahren 1981 bis 1984 war er in Darmstadt Stadtverordneter, seit dem 13. Oktober 1983 Mitglied des Hessischen Landtags für den Wahlkreis Darmstadt-Stadt II. Am 4. April 1995 schied er nach drei Wahlperioden aus dem Landtag aus. Im Jahr 2004 wurde er zum Ehrenvorsitzenden des SPD-Ortsvereins Eberstadt gewählt.

## Ehrungen
- Bundesverdienstkreuz, 1995
- Bundesverdienstkreuz 1. Klasse, 2000
- Willy-Brandt-Medaille, 2005